# Welcome to My World (piosenka Jima Reevesa)
Welcome to My World – piosenka napisana przez Raya Winklera i Johna Hathcocka, nagrana przez wielu artystów. Najbardziej znane jest wykonanie Jima Reevesa z albumu A Touch of Velvet z 1963 i 1964 roku.
Piosenka została nagrana na żywo przez Elvisa Presleya 14 stycznia 1973 w Aloha from Hawaii.